# Galatasaray Spor Kulübü 2021-2022 (pallavolo maschile)
Questa voce raccoglie le informazioni riguardanti il Galatasaray Spor Kulübü nelle competizioni ufficiali della stagione 2021-2022.

## Stagione
Il Galatasaray Spor Kulübü disputa la stagione 2021-22 con la denominazione sponsorizzata Galatasaray HDI Sigorta.
In Efeler Ligi si piazza al sesto posto in regular season, che vale l'accesso ai play-off per il quinto posto, dove ottiene un quinto posto finale. In Coppa di Turchia raggiunge invece la finale.
In ambito europeo si ferma agli ottavi di finale di Coppa CEV.

## Organigramma societario
Area direttiva
- Presidente: Burak Elmas

Area tecnica
- Allenatore: Nedim Özbey
- Allenatore in seconda: Umut Çakır, Hüseyin Gültekin
- Assistente allenatore: Yunus Ünver
- Scoutman: Mertcan Kır

## Rosa
| N° | Nome                 | Ruolo | Data di nascita   | Nazionalità sportiva |
| -- | -------------------- | ----- | ----------------- | -------------------- |
| 1  | Yasin Aydın          | S     | 11 luglio 1995    | Turchia              |
| 2  | Muzaffer Yönet       | P     | 18 giugno 1997    | Turchia              |
| 3  | Melih Sıratça        | S     | 12 febbraio 1996  | Turchia              |
| 5  | Beytullah Hatipoğlu  | L     | 24 febbraio 1992  | Turchia              |
| 7  | Emre Savaş           | C     | 7 marzo 1995      | Turchia              |
| 8  | Burutay Subaşı       | S     | 15 luglio 1990    | Turchia              |
| 9  | Hakkı Çapkınoğlu     | C     | 20 luglio 1990    | Turchia              |
| 10 | Murat Yenipazar      | P     | 1º gennaio 1993   | Turchia              |
| 11 | Maurice Torres       | O     | 6 luglio 1991     | Porto Rico           |
| 12 | Onur Çukur           | P     | 9 agosto 1999     | Turchia              |
| 12 | Lukáš Diviš          | S     | 20 febbraio 1986  | Russia               |
| 13 | Cansın Hacıbekiroğlu | C     | 12 luglio 1987    | Turchia              |
| 14 | Selim Kalaycı        | O     | 12 febbraio 2000  | Turchia              |
| 15 | Marko Sedlaček       | S     | 29 luglio 1996    | Croazia              |
| 16 | Onur Günaydı         | S     | 28 settembre 2002 | Turchia              |
| 17 | Doğukan Ulu          | C     | 30 ottobre 1995   | Turchia              |
| 18 | Onurcan Çakır        | L     | 27 settembre 1995 | Turchia              |

## Statistiche

### Statistiche di squadra
| Competizione     | Punti | In casa | In casa | In casa | In trasferta | In trasferta | In trasferta | Totale | Totale | Totale |
| Competizione     | Punti | G       | V       | P       | G            | V            | P            | G      | V      | P      |
| ---------------- | ----- | ------- | ------- | ------- | ------------ | ------------ | ------------ | ------ | ------ | ------ |
| Efeler Ligi      | 48    | 16      | 13      | 3       | 15           | 7            | 8            | 31     | 20     | 11     |
| Coppa di Turchia | 7     | 1       | 1       | 0       | 0            | 0            | 0            | 6      | 4      | 2      |
| Coppa CEV        | -     | 2       | 1       | 1       | 2            | 1            | 1            | 4      | 2      | 2      |
| Totale           | -     | 19      | 15      | 4       | 17           | 8            | 9            | 41     | 26     | 15     |

G = partite giocate; V = partite vinte; P = partite perse

### Statistiche dei giocatori
| Giocatore        | Campionato | Campionato | Campionato | Campionato | Campionato | Coppa di Turchia | Coppa di Turchia | Coppa di Turchia | Coppa di Turchia | Coppa di Turchia | Coppa CEV | Coppa CEV | Coppa CEV | Coppa CEV | Coppa CEV | Totale | Totale | Totale | Totale | Totale |
| Giocatore        | P          | PT         | AV         | MV         | BV         | P                | PT               | AV               | MV               | BV               | P         | PT        | AV        | MV        | BV        | P      | PT     | AV     | MV     | BV     |
| ---------------- | ---------- | ---------- | ---------- | ---------- | ---------- | ---------------- | ---------------- | ---------------- | ---------------- | ---------------- | --------- | --------- | --------- | --------- | --------- | ------ | ------ | ------ | ------ | ------ |
| Y. Aydın         | 27         | 164        | 137        | 23         | 4          | 3                | 27               | 25               | 2                | 0                | 4         | 7         | 6         | 1         | 0         | 34     | 198    | 168    | 26     | 4      |
| O. Çakır         | 24         | 0          | 0          | 0          | 0          | 3                | 0                | 0                | 0                | 0                | 4         | 0         | 0         | 0         | 0         | 31     | 0      | 0      | 0      | 0      |
| H. Çapkınoğlu    | 23         | 65         | 33         | 30         | 2          | 4                | 15               | 10               | 5                | 0                | 4         | 15        | 6         | 9         | 0         | 31     | 95     | 49     | 44     | 2      |
| O. Çukur         | 0          | 0          | 0          | 0          | 0          | 0                | 0                | 0                | 0                | 0                | -         | -         | -         | -         | -         | 0      | 0      | 0      | 0      | 0      |
| L. Diviš         | 21         | 226        | 196        | 15         | 15         | 3                | 44               | 41               | 0                | 3                | 3         | 16        | 11        | 4         | 1         | 27     | 286    | 248    | 19     | 19     |
| O. Günaydı       | 2          | 2          | 2          | 0          | 0          | 3                | 0                | 0                | 0                | 0                | -         | -         | -         | -         | -         | 5      | 2      | 2      | 0      | 0      |
| C. Hacıbekiroğlu | 6          | 0          | 0          | 0          | 0          | 2                | 0                | 0                | 0                | 0                | 1         | 0         | 0         | 0         | 0         | 9      | 0      | 0      | 0      | 0      |
| B. Hatipoğlu     | 31         | 0          | 0          | 0          | 0          | 6                | 0                | 0                | 0                | 0                | 4         | 0         | 0         | 0         | 0         | 41     | 0      | 0      | 0      | 0      |
| S. Kalaycı       | 4          | 5          | 3          | 1          | 1          | 1                | 0                | 0                | 0                | 0                | 1         | 3         | 3         | 0         | 0         | 6      | 8      | 6      | 1      | 1      |
| E. Savaş         | 27         | 238        | 152        | 73         | 13         | 5                | 48               | 34               | 11               | 3                | 2         | 17        | 11        | 3         | 3         | 34     | 303    | 197    | 87     | 19     |
| M. Sedlaček      | 26         | 315        | 260        | 32         | 23         | 6                | 69               | 63               | 5                | 1                | 3         | 20        | 16        | 2         | 2         | 35     | 404    | 339    | 39     | 26     |
| M. Sıratça       | 13         | 30         | 26         | 1          | 3          | 3                | 0                | 0                | 0                | 0                | 2         | 11        | 9         | 2         | 0         | 18     | 41     | 35     | 3      | 3      |
| B. Subaşı        | 14         | 147        | 125        | 12         | 10         | 4                | 87               | 78               | 4                | 5                | 4         | 43        | 31        | 4         | 8         | 22     | 277    | 234    | 20     | 23     |
| M. Torres        | 28         | 490        | 414        | 27         | 49         | 5                | 84               | 69               | 7                | 8                | 3         | 56        | 48        | 2         | 6         | 36     | 630    | 531    | 36     | 63     |
| D. Ulu           | 31         | 177        | 97         | 77         | 3          | 6                | 42               | 27               | 13               | 2                | 4         | 24        | 16        | 8         | 0         | 41     | 243    | 140    | 98     | 5      |
| M. Yenipazar     | 31         | 141        | 52         | 38         | 51         | 6                | 23               | 8                | 5                | 10               | 4         | 11        | 5         | 2         | 4         | 41     | 175    | 65     | 45     | 65     |
| M. Yönet         | 12         | 2          | 1          | 1          | 0          | 3                | 0                | 0                | 0                | 0                | 1         | 0         | 0         | 0         | 0         | 16     | 2      | 1      | 1      | 0      |

P = presenze; PT = punti totali; AV = attacchi vincenti; MV = muri vincenti; BV = battute vincenti